# Lustenauer Straße
Die Lustenauer Straße (L 204) ist eine Landesstraße in Österreich. Sie hat eine Länge von 6,8 km und führt von Dornbirn über Lustenau zur Rheinbrücke an der Grenze zwischen Österreich und der Schweiz.
Von 1902 bis 1938 führte dort die Trasse der Straßenbahn Dornbirn-Lustenau.
Auf der Strecke zwischen der Autobahnabfahrt Dornbirn-West der Rheintalautobahn (A 14) und der Staatsgrenze trägt die Straße einen großen Teil des Transitverkehrs von Deutschland in die Schweiz.

## Geschichte
Die Lustenauer Straße gehörte vom 1. September 1971 bis zum Übergang ins Landesstraßennetz mit 1. April 2002 zum Netz der Bundesstraßen in Österreich.